# دهنة سر أسياب (حومة بم)
دهنة سر أسیاب (بالفارسية: دهنه سرآسیاب) هي قرية تقع في إيران في منطقة مركزية ريفية. يقدر عدد سكانها بـ 196 نسمة بحسب إحصاء 2016.